# Stijn Verwey
Stijn Verwey (ur. 17 sierpnia 1983 r. w Amsterdamie) – holenderski wioślarz.

## Osiągnięcia
- Mistrzostwa Świata – Poznań 2009 – ósemka wagi lekkiej – 3. miejsce[1].